# Zabernreith
Zabernreith ist eine Ortschaft und eine Katastralgemeinde der Stadtgemeinde Raabs an der Thaya im Bezirk Waidhofen an der Thaya im niederösterreichischen Waldviertel mit 28 Einwohnern (Stand 1. Jänner 2024). Bis Ende 1970 bildete Zabernreith eine selbständige Gemeinde.

## Geografie
Das nordöstlich von Raabs liegende Dorf wird vom Schaflerbach entwässert, der bei Primmersdorf in die Thaya einfließt. Erreichbar ist der Ort von Eibenstein aus über die Landesstraße L1258. Am 1. April 2020 umfasste die Ortschaft 19 Adressen.

## Geschichte
Der Ort wurde erstmals im Jahr 1337 als Zabernreut genannt. Bei allen auf -reuth endenden Ortsnamen handelt es sich um Rodungsnamen. Das slawische Wort Zabor (oder Sobor) ist ein Personenname, womit der Ort als „Rodung des Zabor“ zu interpretieren ist. an der Südseite befindet sich eine größere Baulücke, in  der ursprünglich möglicherweise ein herrschaftlicher Hof stand. Denn Baulücken im Umfang von zwei Ganzlehen in derart zentraler Lage sind eher unüblich, verlassene Höfe konnten stets rasch nachbesetzt werden. Zabernreith hingegen wurde an den Ortsrändern erweitert.
Im Jahr 1822 wurde der Ort als Dorf mit 20 Häusern genannt, das nach Eibenstein eingepfarrt war, wohin auch die Kinder eingeschult wurden. Die Herrschaft Raabs besaß die Ortsobrigkeit, übte die Landgerichtsbarkeit aus und besorgte die Konskription. Die Untertanen und Grundholde des Ortes gehörten den Herrschaften Raabs und Drosendorf.
Laut Adressbuch von Österreich waren im Jahr 1938 in der Ortsgemeinde Zabernreith ein Gastwirt, ein Schmied und mehrere Landwirte ansässig. 
Um 1850 konstituierten sich die Katastralgemeinden Primmersdorf, Trabersdorf und Zabernreith zur Gemeinde Zabernreith. Im Rahmen der Niederösterreichischen Kommunalstrukturverbesserung trat diese Gemeinde per 1. Jänner 1971 der Stadtgemeinde Raabs an der Thaya bei.

## Siedlungsentwicklung
Zum Jahreswechsel 1979/1980 befanden sich in der Katastralgemeinde Zabernreith insgesamt 32 Bauflächen mit 17.338 m² und 43 Gärten auf 38.737 m², 1989/1990 gab es 32 Bauflächen. 1999/2000 war die Zahl der Bauflächen auf 64 angewachsen und 2009/2010 bestanden 29 Gebäude auf 65 Bauflächen.

## Bodennutzung
Die Katastralgemeinde ist landwirtschaftlich geprägt. 243 Hektar wurden zum Jahreswechsel 1979/1980 landwirtschaftlich genutzt und 55 Hektar waren forstwirtschaftlich geführte Waldflächen. 1999/2000 wurde auf 239 Hektar Landwirtschaft betrieben und 61 Hektar waren als forstwirtschaftlich genutzte Flächen ausgewiesen. Ende 2018 waren 239 Hektar als landwirtschaftliche Flächen genutzt und Forstwirtschaft wurde auf 59 Hektar betrieben. Die durchschnittliche Bodenklimazahl von Zabernreith beträgt 35,1 (Stand 2010).